# Odinsplatsen
Odinsplatsen är en trafikplats i stadsdelen Stampen i centrala Göteborg som knyter ihop Odinsgatan, Burggrevegatan, Friggagatan, Folkungagatan och Baldersgatan. Platsen fick sitt namn 1895, och är cirka 90 meter i diameter.
Fattigförsörjningsvassen eller Gullbergsvassen var namnet på det område där Odinsplatsen förlades, ända fram på mitten av 1800-talet. Mer specifikt ligger platsen där Drank Ån mynnade ut i vassen, som var en avstickare från Fattighusån.
Området ingick i 1866 års utbyggnadsplan och Odinsplatsen skulle knyta samman stråket Friggagatan/Odinsgatan med kvarteren kring Fattighusån. De omgivande kvarteren är: 13:e kvarteret Bangården i nordost, 13:e kvarteret Breitenfeld i öster, 10:e kvarteret Brunnbäck i söder, 9:e kvarteret Brännkyrka i sydväst och 12:e kvarteret Lützen i väster.
Hörnhuset Odinsplatsen 8 och Odinsgatan 23 uppfördes av byggmästare Johannes Eriksson efter ritningar av arkitekt Rudolf Hall. Åren 1934-40 uppfördes låga byggnader för butiker och kontor längs delar av gatustråket. Arkitekter var bland andra Gunnar Hoving och Rudolf Hall. Husen utformades i typisk funktionalistisk stil och användes för verksamheter, såsom bilförsäljning, reparationer med mera. Smålänningen Fritz Garvik var en av de första bilhandlarna på plats, då han 1928 etablerade sig med "64 öre på fickan." Bilens första glansperiod inträffade på 1930-talet. Exempelvis Garvik kunde köpa 25 begagnade bilar för 625 kronor.
Under hösten 1957 omvandlades den gröna oas på platsen som alltid funnits, till en parkeringsplats för 25 bilar. Men 2015 genomgick Odinsplatsen en större ombyggnad, där rondellens inre åter fick karaktären av ett parkliknande torg med buskar, träd och en plaskdamm för vattenlek. Ombyggnaden återinvigdes i juni 2015.
Cirka 350 meter åt nordost ligger (det som återstår av -) Friggaplatsen, som fick sitt namn 1895. Platsen hette tidigare Kreaturstorget och ligger i direkt anslutning till Gamla begravningsplatsen vid Svingeln.
Odinsplatsens första ljusreglering för trafik och gående, kom igång den 10 april 1958 klockan 10.00. Gatorna utrustades samtidigt med "elektromagnetisk" avkänning av fordon.